# Bangasternus fausti
Bangasternus fausti là một loài bọ cánh cứng thuộc họ Curculionidae. Nó là một tác nhân kiểm soát sinh vật chóng loài Centaurea, đặc biệt là Centaurea maculosa, Centaurea virgata ssp. squarrosa), và Centaurea diffusa).
Con lớn màu xám đậm và có lông và dài 4 mm. Con cái đẻ trứng trên đầu hoa tại giai đoạn đầu phát triển của hoa. Loài này bản địa Nam Âu và Trung Đông.